# تپه لبکی یدانه بلاغی ۲
تپه لبکی یدانه بلاغی ۲ مربوط به دوران پیش از تاریخ ایران باستان تا دوران‌های تاریخی پس از اسلام است و در شهرستان بوئین‌زهرا، بخش آوج، روستای نیریج واقع شده و این اثر در تاریخ ۱۰ مهر ۱۳۸۰ با شمارهٔ ثبت ۴۰۸۷ به‌عنوان یکی از آثار ملی ایران به ثبت رسیده است.